# Volta-Nigertalen

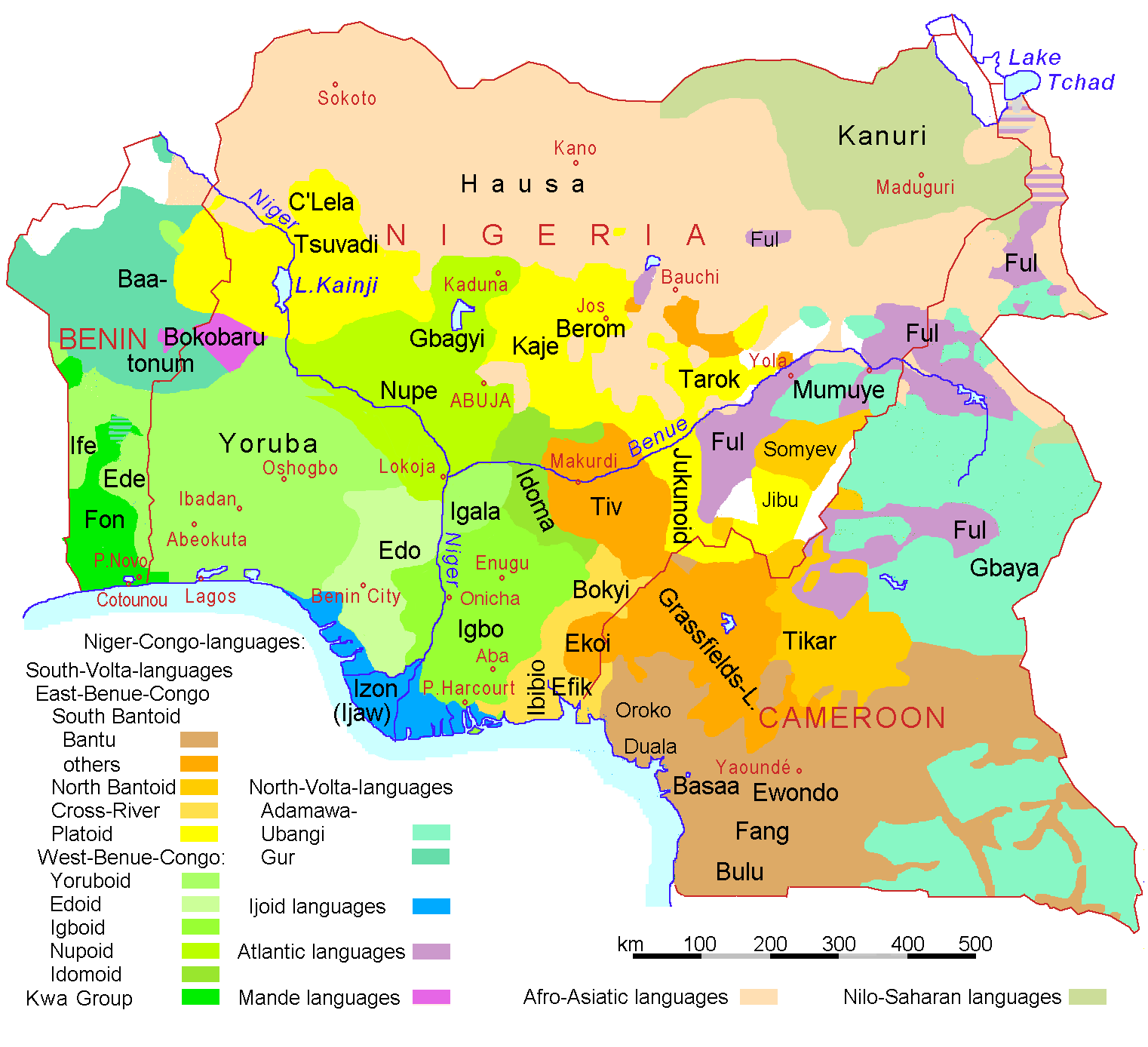
Kaart van de Volta-Nigertalen en Benue-Congotalen in Nigeria, Kameroen en Benin.

De Volta-Nigertalen zijn een taalfamilie, die ook wel bekendstaan als West Benue-Congo of Oost Kwa. De taalfamilie behoort tot de Niger-Congotaalfamilie en heeft ongeveer 50 miljoen sprekers. Tot de taalfamilie behoren de belangrijkste talen van Zuid-Nigeria, Benin, Togo en zuidoost Ghana: Yoruba, Igbo, Edo, Fon en Ewe.
De talen behorende tot deze taalfamilie werden oorspronkelijk ingedeeld bij de Kwa-taalfamilie of de Benue-Congotaalfamilie, maar zijn na nieuw onderzoek in een eigen taalfamilie ingedeeld. De grenzen tussen de verschillende takken van Volta-Niger zijn vrij vaag, wat duidt op een dialectcontinuüm in plaats van duidelijk te onderscheiden taalfamilies.

## Indeling
De grootste Volta-Nigertalen zijn Yoruba, Igbo, Edo, Nupe en Idoma. Deze vijf talen worden in Zuid-Nigeria gesproken. Yoruba, de grootste Volta-Nigertaal, wordt in geheel Zuidwest-Nigeria als handelstaal gebruikt.
Een wetenschappelijk debat over de precieze indeling van de Volta-Nigertalen is nog steeds gaande. De Yorubatalen en Akoko werden oorspronkelijk samen ingedeeld in de zogeheten 'Defotalen'-groep, maar tegenwoordig worden deze talen samen met de Edo- en Igbotalen ingedeeld in een naamloze groep die meestal aangeduid wordt met de letterreeks yeai. Oko, de Nupetalen, en de Idomatalen worden vaak samengevoegd in een naamloze groep die aangeduid wordt met de letterreeks noi. Er bestaat twijfel of Ukaan bij de Volta-Nigertalen of de Benue-Congotalen hoort.
De tot de Volta-Nigertalen behorende groepen, met de talen met de meeste sprekers apart aangeduid, zijn als volgt:
|  | Yorubatalen (15: Igala [1 miljoen sprekers], Yoruba [22 miljoen sprekers]) |
|  |                                                                            |
|  | Edotalen (27: Edo [1 miljoen sprekers])                                    |
|  |                                                                            |
|  | Akoko (1 taal)                                                             |
|  |                                                                            |
|  | Igbotalen (7 talen, waaronder: Igbo [18 miljoen sprekers])                 |
|  |                                                                            |

|  | Nupetalen (12 talen, waaronder: Ebira [1 miljoen sprekers], Nupe [1 miljoen sprekers]) |
|  |                                                                                        |
|  | Oko (1)                                                                                |
|  |                                                                                        |
|  | Idomatalen (9: Idoma [600,000 sprekers])                                               |
|  |                                                                                        |

|  | Yorubatalen (15: Igala [1 miljoen sprekers], Yoruba [22 miljoen sprekers]) |
|  |                                                                            |
|  | Edotalen (27: Edo [1 miljoen sprekers])                                    |
|  |                                                                            |
|  | Akoko (1 taal)                                                             |
|  |                                                                            |
|  | Igbotalen (7 talen, waaronder: Igbo [18 miljoen sprekers])                 |
|  |                                                                            |

|  | Nupetalen (12 talen, waaronder: Ebira [1 miljoen sprekers], Nupe [1 miljoen sprekers]) |
|  |                                                                                        |
|  | Oko (1)                                                                                |
|  |                                                                                        |
|  | Idomatalen (9: Idoma [600,000 sprekers])                                               |
|  |                                                                                        |